# Crossover (komiks)
Crossover – termin używany w komiksie, kiedy dochodzi do spotkania bohaterów różnych serii komiksowych. Zjawisko niezwykle popularne w amerykańskim komiksie superbohaterskim, ale prawie niespotykane w komiksie europejskim i japońskim.

## Odmiany crossoverów

### X/Y
One-shot, mini lub maxi-seria, w której występują bohaterowie różnych serii komiksowych. Jeżeli są one wydawane w obrębie jednego wydawnictwa, historia taka zazwyczaj jest uznawana za część historii głównych bohaterów, jak na przykład "Planetary/Authority: Rulling the World" albo "Avengers/Invaders". Jeżeli jednak spotykają się bohaterowie różnych światów (jak w wydanym w Polsce Batman/Spawn  albo "Archie meets Punisher"), komiks ten istnieje poza kontinuum obydwu wydawnictw. Wyjątkiem jest crossover "Marvel vs DC", który jest wyłączony z kontinuum świata Marvela, ale uznawany za część historii świata DC.

### Występy gościnne
Sytuacja, gdy główny bohater jakiegoś komiksu spotyka innego, którego przygody dzieją się w tym samym świecie na łamach swojej serii.

### Crossover właściwy
Taki crossover rozgrywa się na łamach więcej niż jednej serii komiksowej, połączonych wspólnym światem. Tak zwane crossovery wewnętrzne mają ściśle ułożoną fabułę - numer jednej serii jest kontynuacją wydarzeń z numeru innej. Crossovery ogólne obejmują zazwyczaj cały świat wydawnictwa lub jego konkretny segment (np. mutantów Marvela), a serie komiksowe połączone są wspólnym wątkiem.
W ostatnich latach nastał trend, aby po crossoverach właściwych wypuszczać "niby eventy" – komiksy opatrzone konkretną nazwą, w których motywem przewodnim jest ukazanie konsekwencji crossoveru (np. Decimation – następstwa wydarzeń z crossoveru Ród M) i Dark Reign (następstwa Tajnej Inwazji), mniej popularne jest wypuszczanie pojedynczych serii, spełniających to samo zadanie (52 – seria opisująca następstwa Infinite Crisis) albo będących prologami do crossoverów (Number of the Beast – prolog crossoveru World's End)

## Ważniejsze crossovery

### Dark Horse Comics
- Obcy kontra Predator
- Obcy kontra Predator: Wojna
- RoboCop vs. The Terminator
- Batman versus Predator
- Batman versus Predator II: Bloodmatch
- Batman versus Predator III: Więzy krwi
- Lobo/Mask

### Marvel Comics
- Superbohaterowie Marvela: Tajne Wojny – Niemalże wszechmocna istota zwana Beyonder gromadzi wybranych superbohaterów i superprzestępców na planecie Battleworld, gdzie ich starcie ma udzielić odpowiedzi na pytanie, czy potężniejsze jest dobro czy zło. Crossover rozgrywał się na łamach mini-serii o tym samym tytule, pozostałe wchodzące w jego skład komiksy opisywały, co robili jego uczestnicy przed pojawieniem się na Battleworld i po powrocie z niego.
- Secret Wars II – Beyonder przybywa na Ziemię, chcąc poznać ludzkość i ocenić, czy jest warta, aby żyć.
- Wojna Kree z Skrullami – Ziemia znajduje się w środku konfliktu między kosmicznymi imperiami ras Kree i Skrull.
- Inferno – Manhattan opanowują demony.
- Operation Galactic Storm – Gdy wybucha konflikt między imperiami Kree i Shi’Ar, ziemscy bohaterowie postanawiają go zakończyć. Wydarzenie w znacznym stopniu krytykowało amerykańską operację Pustynna Burza.
- Rękawica Nieskończoności – Szalony tytan Thanos zdobywa pięć Klejnotów Nieskończoności – klejnotów, wspólnie tworzących tytułową Infinity Gaunlet, dającą właścicielowi moc absolutną. Chce użyć ich, aby wreszcie zyskać miłość ukochanej kobiety – Śmierci we własnej osobie.
- Wojna Nieskończoności – Magus, mroczna strona umysłu Adama Warlocka tworzy potworne kopie wszystkich superbohaterów i wysyła je w celu zabicia oryginałów.
- Krucjata Nieskończoności – Goddess, dobra strona umysłu Adama Warlocka postanawia oczyścić wszechświat ze zła, nie bacząc na konsekwencje. Infinity Gaunlet, War i Crusade tworzą tak zwaną Infinity Trilogy.
- Acts of Vengeance – Superprzestępcy zamieniają się swoimi przeciwnikami i walczą z bohaterami, którzy wcześniej nie mieli z nimi do czynienia.
- Spider-Man: Saga klonów – Crossover pomiędzy wszystkimi seriami o Spider-Manie opisywał losy głównego bohatera i jego klona, zakończony śmiercią tego drugiego. Wielokrotnie krytykowany za rozwlekłość i niezwykle długie ciągnięcie wątków (crossover trwał kilka lat). Przyczynił się do znacznego spadku popularności bohatera.
- X-Men: Era Apocalypse’a – Poprzedzony crossoverem-prologiem Legion Quest. W wyniku podróży w czasie Legiona i śmierci profesora Xaviera, dochodzi do zmiany historii i powstania postapokaliptycznej dystopii, w której potężny mutant Apocalypse przejmuje władzę nad światem, a X-Men, pod wodzą Magneto, próbują go obalić. Na czas jego trwania zamknięto wszystkie serie o X-Men i zastąpiono innymi, o zmienionych nazwach, wchodzących w skład crossoveru i przywrócono dopiero po jego zakończeniu.
- Onslaught – Onslaught, posiadający ogromną moc byt powstały z połączenia umysłów Magneto i Xaviera staje się niewiarygodnym zagrożeniem dla całego świata.
- Maximum Security – Obcy postanawiają zmienić Ziemię w galaktyczne więzienie.
- Avengers: Upadek Avengers – Jedna z członkiń Avengers, Scarlet Witch, popada w obłęd i próbuje zabić swoich przyjaciół, co doprowadza do rozpadu grupy. Crossover łączy kilka różnych serii, choć jego główna fabuła rozgrywa się na łamach Avengers – w pozostałych przedstawione są poważne problemy, jakie w tym samym czasie mają inni bohaterowie.
- Ród M – Kontynuacja Avengers: Upadek Avengers. Wciąż oszalała Scarlet Witch przemienia całą rzeczywistość, tworząc świat, o jakim zawsze marzył jej ojciec, Magneto.
- Anihilacja – Armia Annihilusa z wymiaru Strefa Negatywna atakuje wszechświat, a kosmiczne mocarstwa muszą połączyć siły w walce o przetrwanie.
- Wojna Domowa – W wyniku lekkomyślnego działania grupy superbohaterów, New Warriors, w wielkiej eksplozji ginie ponad 600 osób. W odpowiedzi rząd wprowadza ustawę, zmuszającą superbohaterów do zarejestrowania swej działalności i przejścia obowiązkowego szkolenia. Część bohaterów, pod przywództwem Kapitana Ameryki buntuje się przeciw nowemu prawu, podczas gdy pozostali, pod wodzą Iron Mana, decydują się na współpracę z rządem.
- Anihilacja: Podbój – Osłabione po wojnie z Annihilusem Imperium Kree zostaje zaatakowane przez technoorganiczną rasę Phalanx.
- Wielka Wojna Hulka – Wystrzelony w kosmos Hulk powraca na Ziemię, szukając zemsty.
- X-Men: Kompleks Mesjasza – Rodzi się pierwszy mutant od czasu wydarzeń z Rodu M. X-Men i X-Factor muszą chronić go przed różnymi osobnikami, którzy chcą go zabić albo wykorzystać w niecnym celu.
- Tajna Inwazja – Inwazja kosmitów z rasy Skrulli na Ziemię, poprzedzona długoletnią infiltracją przez nich wszystkich ziemskich organizacji i grup superbohaterów.
- Wojna Królów – Wybucha kolejny konflikt między Kree i Shi'Ar, teraz jednak na czele obu imperiów stoją potężni ziemianie – Black Bolt i Vulcan.

### Ultimate Marvel
- Ultimate Gah Lak Tus – Trylogia złożona z trzech mini-serii Warena Ellisa, opowiada o zagrożeniu ze strony kosmicznej istoty zwanej Gah Lak Tus.
- Ultimatum – Magneto postanawia zabić wszystkich ludzi na Ziemi.

### DC Comics
- Kryzys na Nieskończonych Ziemiach – Potężny i szalony potwór, Anti-Monitor zaczyna niszczyć całe multiversum.
- War Of Gods – Gdy dochodzi do wojny między rzymskimi i nordyckimi bogami, stare panteony innych światów postanawiają wykorzystać ją, by przemienić Ziemię na swój obraz i podobieństwo.
- Invasion – Przymierze kosmitów różnych ras postanawia podbić Ziemię.
- Superman: Rządy Supermenów – Po śmierci Supermana w walce z potworem zwanym Doomsday, w Metropolis pojawia się czterech osobników, którzy postanowili zostać jego następcami.
- Knightfall – Batman zostaje pokonany przez przestępcę Bane’a, który łamie mu kręgosłup. Pelerynę nietoperza przejmuje Jean-Paul Valley.
- Batman: Knightquest – Sparaliżowany Bruce Wayne poszukuje porwanej lekarki, zdolnej uleczyć każdą ranę i zabić każdego, kogo zechce.
- Batman: Knightsend – Odkrywszy, że jego następca oszalał, Bruce postanawia odzyskać dawną formę i odebrać mu miano Batmana. Knightfall, Knightquest i Knightsend tworzą tak zwaną „Knightfall Trilogy”.
- Kataklizm – W wyniku trzęsienia ziemi Gotham City zostaje prawie doszczętnie zniszczone.
- Ziemia Niczyja – Zrujnowane Gotham rząd wyłącza z terenu USA. Batman i jego towarzysze robią wszystko, aby powstrzymać szerzący się w mieście chaos.
- Armageddon 2001 – Naukowiec z przyszłości przybywa, aby powstrzymać powstanie Monarcha - despoty z przyszłości, którym ma się stać jeden z bohaterów.
- Zero Hour – Monarch i Parrlax łączą siły i próbują nagiąć czas do ich woli.
- Bloodlines – Ziemia zostaje zaatakowana przez kosmitów, którzy swoim ugryzieniem dają przypadkowym ludziom super moce.
- Final Night – Słońce zostaje pożarte przez straszliwego kosmitę. Bez niego Ziemia pogrąża się w Chaosie.
- War Crimes – Bezmyślne działania jednej ze współpracownic Batmana doprowadzają do wojny gangów.
- Kryzys tożsamości – Poszukując mordercy ludzi bliskich superbohaterom, pogromcy zbrodni odkrywają nadużycia we własnych szeregach.
- Nieskończony kryzys – Działania dwóch alternatywnych odpowiedników Supermana i Lexa Luthora doprowadzają do rozpadu całego multiversum.
- Amazon’s Atack – Amazonki, na czele z matką Wonder Woman przypuszczają atak na Stany Zjednoczone.
- Green Lantern: Wojna z Korpusem Sinestro – Sinestro tworzy własny korpus na wzór korpusu Zielonych Latarni, złożony z osobników zdolnych wzbudzić wielki strach, aby zaprowadzić rządy terroru w kosmosie.
- Superman: New Krypton – Superman uwalnia uwięzionych w miniaturowym mieście Kandor mieszkańców Kryptona, którzy próbują znaleźć sobie miejsce na Ziemi.
- Batman R.I.P. – Organizacja Black Glove doprowadza Batmana na skraj załamania psychicznego. Widząc, że zbliża się koniec Człowieka-Nietoperza, wielu jego wrogów podejmuje ostatnią próbę zabicia go, nim dokona tego Black Glove.
- Ostatni kryzys – Darkseid, okrutny władca planety Apokolips, odradza się na Ziemi jako New God i przejmuje kontrolę nad prawię całą ludzkością.
- Batman: Battle for the Cowl – Po śmierci Batmana Gotham City pogrąża się w chaosie. Wśród jego towarzyszy wybucha walka o to, kto ma zostać nowym Batmanem.
- Najczarniejsza Noc – Władca Korpusu Czarnych Latarni wskrzesza wszystkich zmarłych w świecie DC jako swoje marionetki i wysyła, aby pozabijali wszystkich bohaterów.

### Vertigo
- Children’s Crusade – Rada „Wolnego Kraju” – miejsca, gdzie dzieci nigdy nie dorastają – próbuje przenieść do niego wszystkie dzieci świata. Crossover zawiera wiele nawiązań kulturowych i historycznych, porusza także drażliwe tematy, takie jak molestowanie.
- The Great Fables crossover

### Wildstorm
- Coup d'État
- Wolrdstorm
- World's End

### Valiant Comics
- Unity

### Sega Comics
- Sonic & Mega Man: When Worlds Collide